# Pierre Aubry
Pierre Aubry, (París, 14 de febrer, 1874 - Dieppe (Normandia), 31 d'agost, 1910), fou un musicòleg francès. És considerat un dels pioners de la musicologia medieval.

## Biografia
Pierre Aubry va ingressar a l'École nationale des chartes el 1894.
Interessat pel cant gregorià, a partir de 1895 assistí a l'abadia de Saint-Pierre de Solesmes. L'any següent va ser presentat a Dom Mocquereau, director del taller de Paleografia Musical de l'abadia, per Jules Combarieu3.
La seva tesi sobre la filologia musical dels trouvères li va valer el diploma d'arxiver paleògraf l'any 1898. Esdevingut musicòleg especialitzat en l'Edat Mitjana i el cant gregorià, va ensenyar musicologia sacra a l'Institut Catòlic de París així com a l'"École Pratique" d'educació superior. Després de conèixer Charles Bordes, també va ensenyar a la Schola Cantorum de París que aquest havia fundat.
A més, Aubry va assistir a Dom Mocquereau com a musicòleg, donant suport a la paleografia musical. En particular, aquest antic alumne de l'École des Chartes va contribuir a millorar de manera més científica els estudis de Dom Mocquereau.
El 1900 es va graduar a l'Escola d'Idiomes Orientals per a la llengua armenia. Després dels seus viatges pel Caucas, Armènia i Turkestan, va donar conferències a París, a les províncies i a l'estranger, va escriure en revistes especialitzades (Correspondent, Tribune de Saint-Gervais, Revue musicale, Bulletin de la S.I.M., etc...), i va publicar diversos llibres.
No obstant això, va morir prematurament arran d'un accident d'esgrima. Està enterrat al cementiri de Longs Réages a Meudon.